# Роншен
Ронше́н (фр. Ronchin) — коммуна во Франции, регион О-де-Франс, департамент Нор, округ Лилль, кантон Лилль-4. Пригород Лилля, примыкает к нему с юго-востока, в 4 км к юго-востоку от центра столицы региона. В центре коммуны находится железнодорожная станция Роншен линии Париж-Лилль.
Население (2017) — 19 220 человек.

## Достопримечательности
- Церковь Святой Риктруды XII—XVI веков, памятник истории
- Пивоварня «Жанна д’Арк» конца XIX века

## Экономика
Структура занятости населения:
- сельское хозяйство — 0,1 %
- промышленность — 10,7 %
- строительство — 5,7 %
- торговля, транспорт и сфера услуг — 51,0 %
- государственные и муниципальные службы — 32,5 %

Уровень безработицы (2017) — 15,9 % (Франция в целом — 13,4 %, департамент Нор — 17,6 %). 

Среднегодовой доход на 1 человека, евро (2017) — 20 660 (Франция в целом — 21 110, департамент Нор — 19 490).

## Демография
Динамика численности населения, чел.

## Администрация
Пост мэра Роншена с 2014 года занимает социалист Патрик Женан (Patrick Geenens). На муниципальных выборах 2020 года возглавляемый им список социалистов победил в 1-м туре, получив 52,45 % голосов.
| Период | Период | Фамилия        | Партия                                                              | Примечания                            |
| ------ | ------ | -------------- | ------------------------------------------------------------------- | ------------------------------------- |
| 1965   | 1983   | Анри Кент      | Французская секция Рабочего Интернационала, Социалистическая партия | бухгалтер-ревизор                     |
| 1983   | 2006   | Мишель Леньель | Социалистическая партия                                             | член Генерального совета департамента |
| 2006   | 2014   | Ален Рабари    | Социалистическая партия                                             |                                       |
| 2001   |        | Патрик Женан   | Социалистическая партия                                             | вице-президент метрополии Лилль       |

## Города-побратимы
- Халле, Германия
- Киркби-ин-Эшфилд, Великобритания
- Тырнэвени, Румыния

## Знаменитые уроженцы
- Бруно Кокатрикс (1910—1979), композитор, импресарио, владелец и генеральный директор парижского концертного зала «Олимпия»

## Галерея

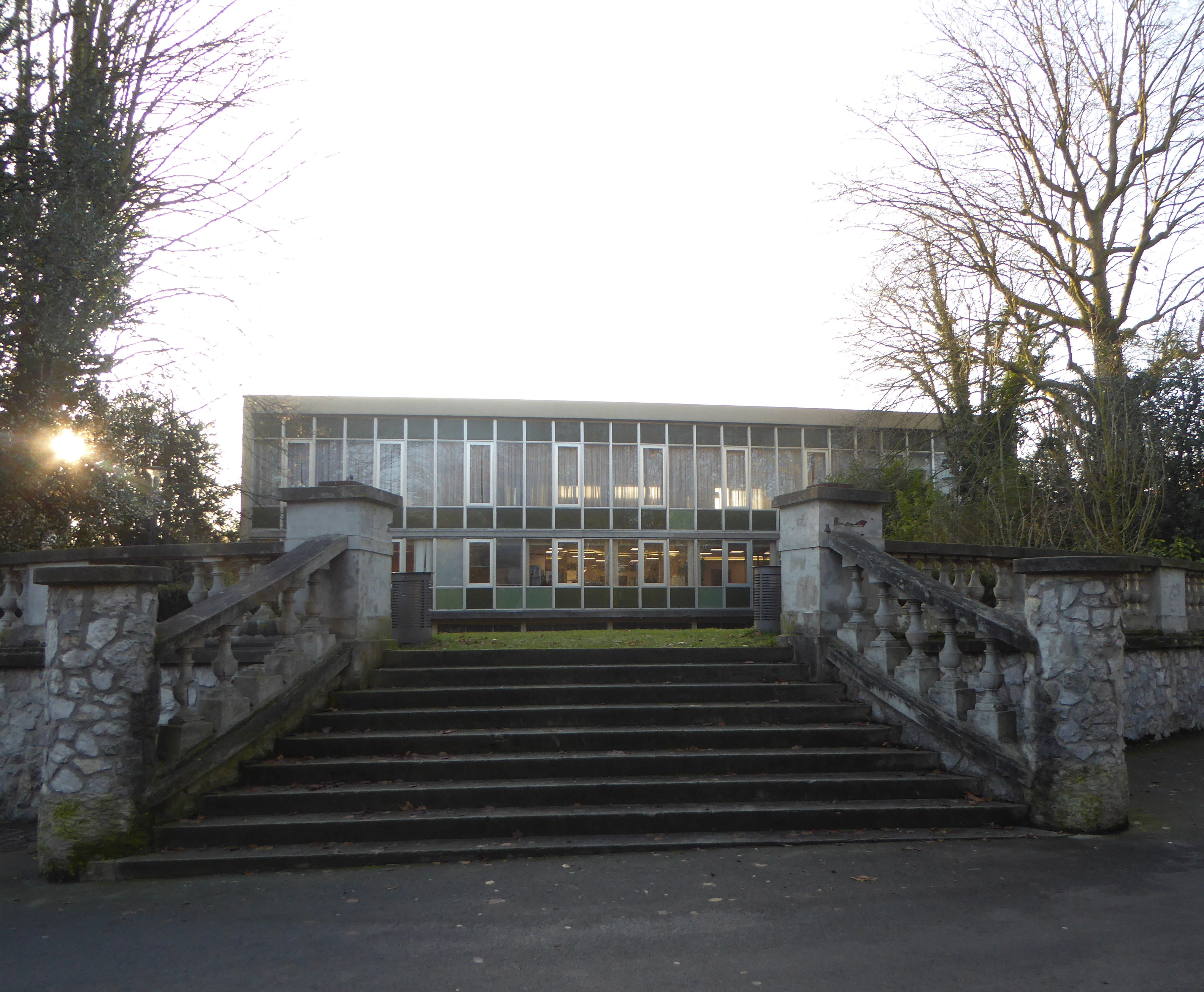
Мэрия
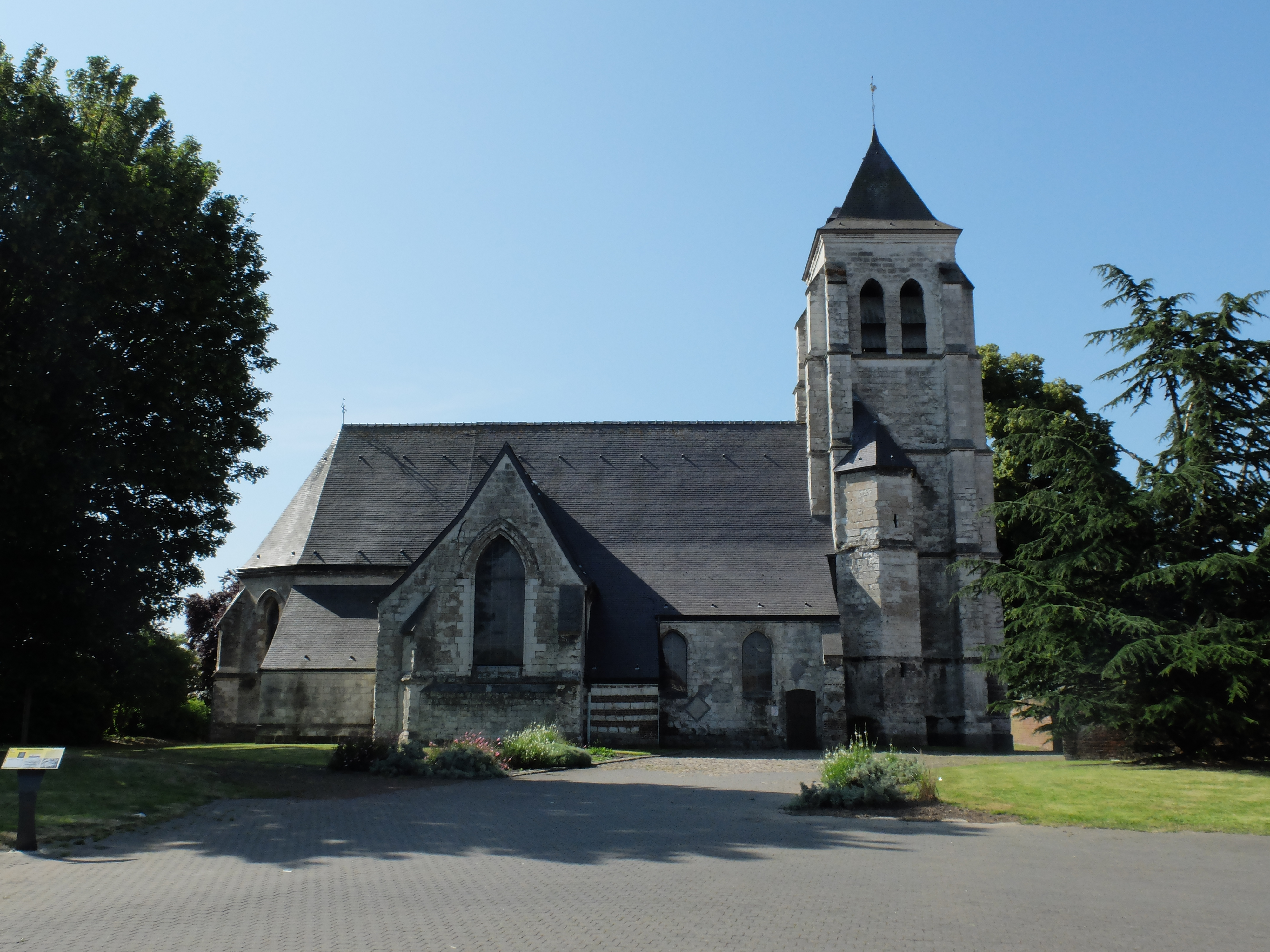
Церковь Святой Риктруды

1. 1 2  база данных о французских коммунах — Национальный географический институт Франции, 2015.